# 红白梅图屏风

红白梅图屏风

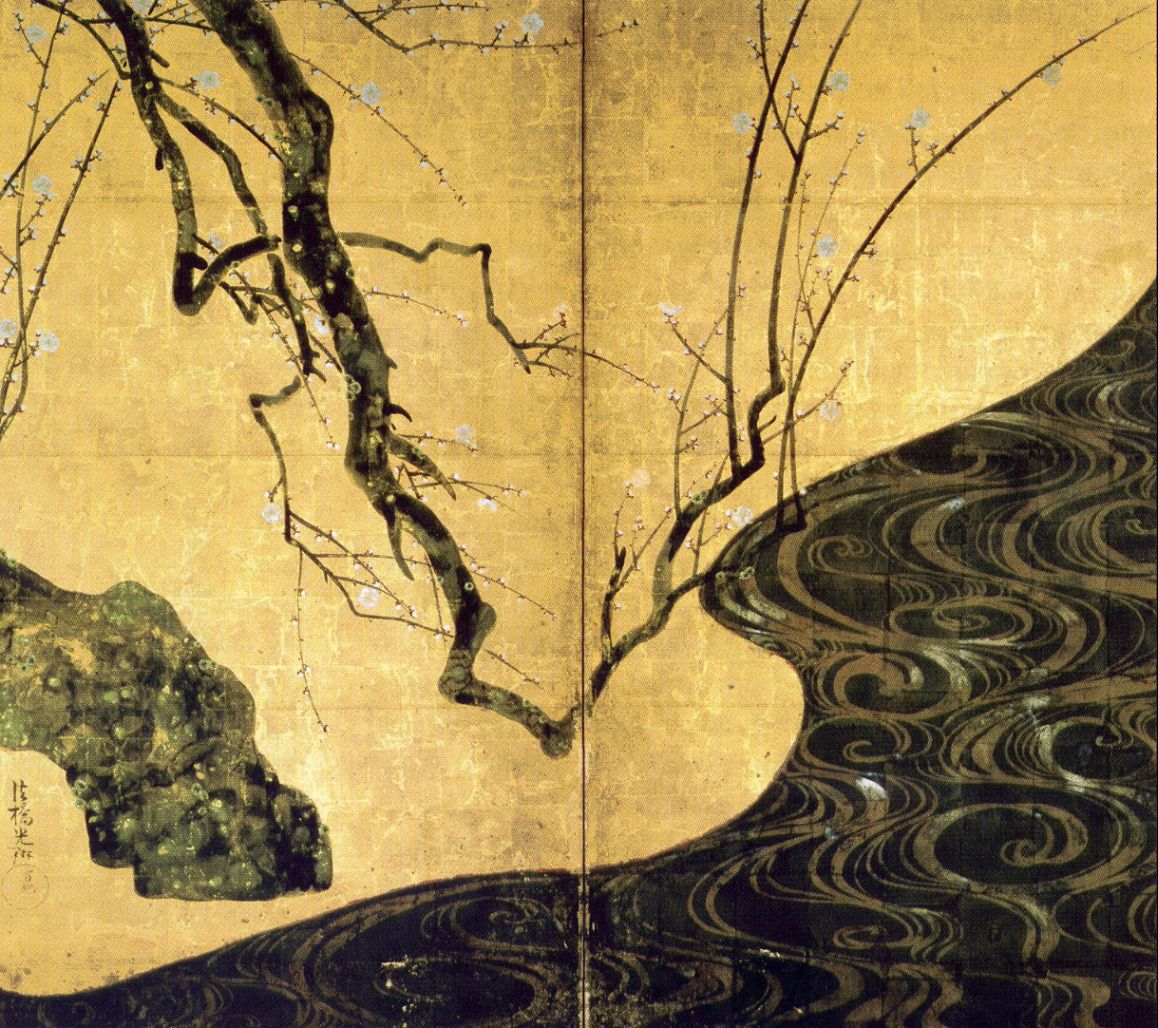
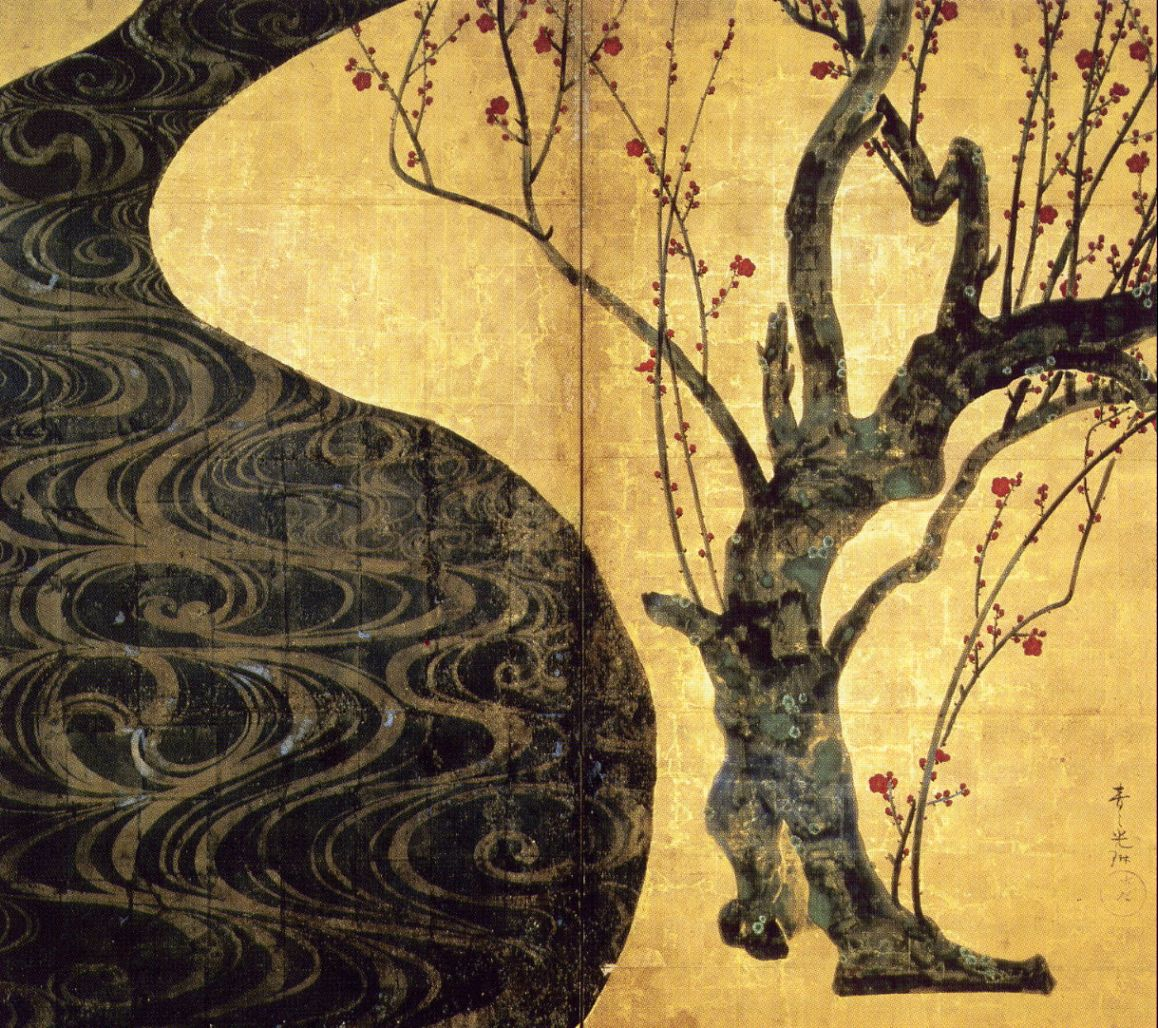

红白梅图屏风（日语：紅白梅図屏風）为日本画家尾形光琳的代表作。二曲一双屏風、國寶。属屏风纸本彩色画。作于1710年—1716年间。屏风有两扇，左扇是白梅，右扇是红梅。两棵梅树，花朵的颜色和枝条的曲折大相径庭。原为津轻孝氏珍藏，后又藏于MOA美術館内，属世界救世教珍藏品。
- 画家：尾形光琳
- 类别：屏风纸本彩色画
- 屏风扇数：两扇
- 藏馆：MOA美術館